# Blas Pérez
Blas Pérez   (Ciutat de Panamà, 13 de març de 1981) fou un futbolista panameny de la dècada de 2000.
Fou 116 cops internacional amb la selecció de Panamà.
Pel que fa a clubs, destacà a Hèrcules CF i Tigres UANL.